# بزرگش کن (فیلم)
بزرگش کن (کره‌ای: 일단 뛰어؛ انگلیسی: Make It Big) یک فیلم کمدی محصول سال ۲۰۰۲ کره جنوبی به کارگردانی چو یی سوک است. سونگ سونگ هون، کیم یونگ جون و کوان سانگ وو در نقش سه دانش آموز دبیرستانی ایفای نقش می‌کنند و زمانیکه کیسه‌ای از پول و شخص مرده‌ای روی ماشین آنها می‌افتد، شوکه می‌شوند.